# Ванеев, Захарий Николаевич
Захарий Николаевич Ванеев (осет. Уанеты Закро; 31 октября 1888 года, село Дзау — 1963 год, Цхинвал) — советский историк и общественный деятель. Основоположник юго-осетинской исторической науки. Один из основателей и первый директор Юго-Осетинского научно-исследовательского института, который назван его именем. Профессор. Заслуженный деятель науки Грузинской ССР.
Занимался историей и этнографией осетинского народа.

## Биография
Родился в крестьянской семье в 1888 году в селе Дзау. Получив начальное образование в родном селе, обучался в духовной семинарии в Ардоне. По окончании семинарии преподавал в начальной школе в селе Мсхлеб. В 1907 году поступил на обучение в Одесский университет, который вскоре оставил из-за трудного материального положения и возвратился в Грузию. В 1908—1909 годах — преподаватель в Тифлисе. В 1910 году поступил на экономический факультет Киевского коммерческого института, по окончании которого с 1918 года работал конторским работником в Тифлисе. В этом же году переехал в Цхинвал, где стал преподавать историю и географию в новой осетинской гимназии.
Состоял в партии меньшевиков. 7 июня 1918 года отправился вместе с Александром Дзасоховым и Александром Тибиловым в составе делегации, направленной в Тифлис Осетинским национальным советом для переговоров с меньшевистским правительством Грузии об образовании для осетин самостоятельного уезда.
С 1920 года проживал во Владикавказе, где был учителем в одной из городских средних школ. Позднее возвратился в Цхинвал. 1 февраля 1922 года вместе с осетинскими учёными П. Джатиевым, З. Ванеевым, А. Тибиловым, И. Джиоевым, Д. Джагаевым, И. Цховребовым, Н. Ханикаевым, С .Кулаевым, Г. Санакоевым, П. Тедеевым и В. Кочиевым основал «Научно-литературное общество». С 1929 по 1935 года — председатель областной плановой комиссии при Областном комитете.
Был одним из основателей Цхинвальского педагогического института, будущего Юго-Осетинского университета. С 1941 по 1944 года был директором этого института. В 1941 году был назначен директором Юго-Осетинского НИИ. С 1943 по 1965 года возглавлял отдел истории и этнографии Юго-Осетинского НИИ. В 1946 году защитил диссертацию на соискание научной степени кандидата исторических наук и в 1956 году — научной степени доктора наук.
Скончался в 1963 году в Цхинвале.
Избранные сочинения
- Исторические известия об алапах-осах
- К этногенезу сарматов
- К этногенезу осетинского народа
- Средневековая Алания
- К вопросу о двалах
- Народные предания о происхождении осетин
- О времени переселения южных осетин
- К вопросу о времени заселения Юго-Осетии
- Из истории родового быта в Юго-Осетии
- Общество нартов
- Нартовский эпос
- Народный эпос — как исторический источник
- И. Абаев и вопросы истории осетин
- Крестьянский вопрос и крестьянское движение в Юго-Осетии в XIX веке